# Greg Joy
Gregory Andrew „Greg” Joy (ur. 23 kwietnia 1956 w Portland) – urodzony w USA lekkoatleta specjalizujący się w skoku wzwyż, który reprezentował Kanadę.
W 1976 startował w igrzyskach olimpijskich, zdobywając podczas nich srebrny medal. Dwa lata później stanął na drugim stopniu podium igrzysk Wspólnoty Narodów. Po sukcesie na igrzyskach w Montrealu został wybrany najlepszym lekkoatletą Kanady za rok 1976. W startach na stadionie dwa razy w karierze poprawiał rekord Kanady, a trzy razy był mistrzem kraju. Rekordy życiowe: stadion – 2,26 (29 sierpnia 1976, Regina); hala – 2,31 (13 stycznia 1978, College Park) – wówczas halowy rekord świata.
Jego żoną jest dwukrotna medalistka olimpijska, kajakarka, Sue Holloway.